# Treinta y Tres (Uruguay)
Treinta y Tres è la capitale dell'omonimo dipartimento in Uruguay. Fu fondata il 10 marzo del 1853 da Dionisio Coronel. Si trova sulla riva sinistra del fiume Olimar.
Ha una popolazione di 25 711 abitanti al 2004.

## Economia
La sua economia si è sempre basata sull'allevamento e su attività derivate. Ancora oggi si coltiva riso sulle rive della Laguna Merín, nella parte orientale. Questa attività ha dato un grande impulso all'economia della regione, incentivando l'installazione di mulini.

## Storia
Deve il suo nome allo sbarco dei trentatré orientali, liberati da Juan Antonio Lavalleja, che intrapresero nel 1825 dall'attuale Argentina per recuperare l'indipendenza dalla Provincia Orientale, in quel momento sotto il dominio portoghese.

## Infrastrutture e trasporti
Treinta y Tres è attraversata dalla strada 8, un'arteria di comunicazione che unisce Montevideo all'est del Paese e alla frontiera brasiliana.